# Thất bại

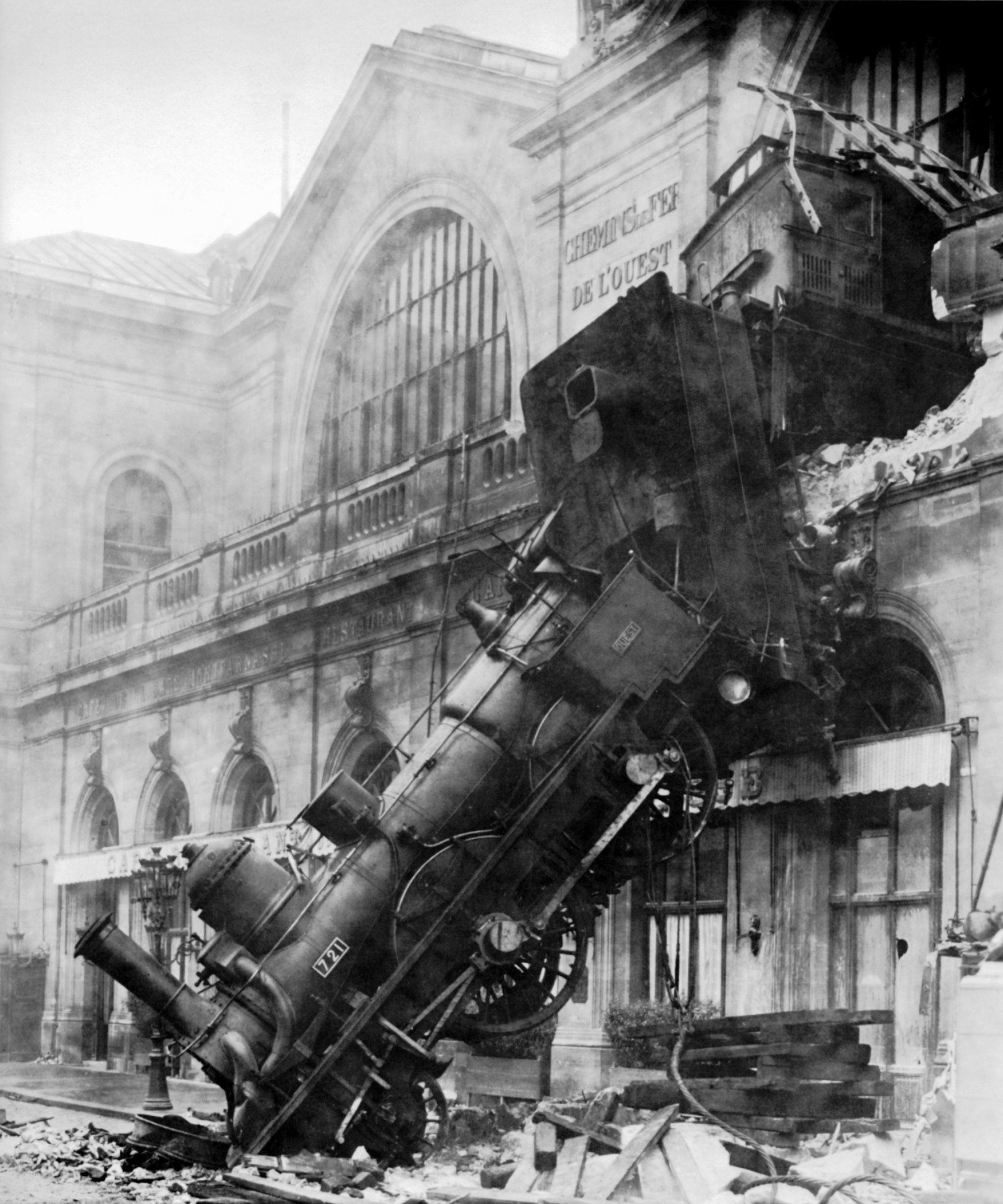
Một thất bại liên quan tới tàu hỏa tại ga Montparnasse, Pháp (1895).

Thất bại là trạng thái không đáp ứng được mục tiêu được mong muốn hoặc dự định, hay khi ta làm một việc gì đó nhưng công việc không đạt được kết quả như ta mong muốn, và có thể được xem là trái ngược với ý muốn. Các thất bại thường để lại các hậu quả không mong muốn, có thể gây thiệt hại về vật chất và tinh thần từ nhỏ đến lớn. Tuy nhiên, thất bại được ví như là "mẹ" của thành công, là cơ sở dẫn ta đến với thành công và được xem là một trong những bước tiền đề thường thấy cho thành công.

## Các loại
Thất bại có thể được cảm nhận một cách khác biệt phụ thuộc quan điểm của sự đánh giá. Một người chỉ quan tâm đến kết quả cuối cùng của một hoạt động có thể coi nó là một thất bại về kết quả nếu các vấn đề cốt lõi đã không được giải quyết hoặc một nhu cầu cốt lõi không được đáp ứng. Một thất bại cũng có thể là một quá trình theo đó mặc dù các hoạt động cốt lõi thành công, một người vẫn có thể cảm thấy không hài lòng nếu các tiến trình cơ bản được cho là thấp hơn các tiêu chuẩn mong đợi. 

## Danh ngôn
- "Một người có thể vấp ngã nhiều lần nhưng không phải là sự thất bại cho tới khi người đó đổ lỗi cho người khác" (John Burroughs)[1]
- "Hãy thử lần nữa. Thất bại lần nữa. Thất bại tốt hơn" (Samuel Beckett)[2]
- Tôi chưa biết chắc chìa khóa thành công là gì nhưng nguyên nhân của thất bại chính là làm hài lòng tất cả mọi người (Bill Cosby)[3]